# Natalizumab
Natalizumab je humanizovano monoklonalno antitelo protiv celularnog adhezionog molekula α4-integrina. Natalizumab se koristi u tretmanu multiple skleroze i Kronove bolesti. Ovaj lek zajednički prodaju kompanije Biogen Idec i Élan kao Tysabri, a ranije be bio poznat pod imenom Antegren. Natalizumab se administrira intravenoznom infuzijom svakih 28 dana. Za ovaj lek se misli da dejstvuje putem redukovanja sposobnosti inflamatornih imunih ćelija da se vežu za i prođu kroz ćelijske slojeve duž intestinalne i krvno-moždane barijere. Efektivnost natalizumaba u tretiranju simptoma obe bolesti, sprečavanju relapsa, gubitka vida, gubljenja kognitivnih sposobnosti i značajnog poboljšanja kvaliteta života ljudi sa multiplom sklerozom, kao i prevencije relapsa Kronove bolesti.
Natalizumab je bio odobren 2004. od strane FDA. On je naknadno bio povučen sa tržišta nakon uspostavljanja veze sa tri slučaja retkog neurološkog stanja progresivna multifokalna leukoencefalopatija (PML) kad je administriran u kombinaciji sa interferonom beta-1a, još jednim imunosupresivnim lekom često korišćenim u tretmanu multiple skleroze. Nakon razmatranja bezbednosnih informacija, i pošto nije bilo drugih smrtnih slučajeva, ovaj lek je vraćen na tržište u SADu 2006. godine sa posebnim ograničenjima za izdavanje recepata. Juna 2009, deset PML slučajeva je bilo poznato. Međutim, dvadeset četiri PML slučaja su prijavljena otkako je lek ponovo uveden oktobra 2009. godine. Ovakvo naglo povećane broja fatalnih slučaja je podstaklo razmatranje uslova za primenu ovog leka od strane Evropske medicinske agencije. Do januara 2010. broj PML slučaja pripisanih natalizumabu je bio 31. FDA nije donela odluku da se ovaj lek povuče sa tržišta zato što njegova klinička koristnost nadmašuje rizike vezane za njegovu upotrebu. U Evropskoj uniji, ovaj lek je bio odobren za ljudsku upotrebu samo u tretmanu multiple skleroze, i samo kao monoterapija zbog inicijalnih PML slučajeve. Za kasnije fatalne slučajeve, proizvođači leka tvrde da su vezani za upotrebu ranijih medikacija od strane preminulih korisnika.
Biogen Idec je najavio početak kliničkog ispitivanja za Tysabri kao potencijalnog prvi-u-klasi tretmana za rak u septembru 2008.

## Indikacije
Natalizumab je odobren od strane FDA za tretman multiple skleroze i Kronove bolesti. Ovaj lek je odobren je za tretman multiple skleroze u Evropi, ali je trenutno pod razmatranjem od strane EMEA.

### Multipla skleroza
Natalizumab je evaluiran u dva randomizovana, duplo-slepa, placebo-kontrolisana ispitivanja kod ljudi sa multiplom sklerozom. Obe studije su obuhvatale individue sa MS koje su prošle kroz bar jedan klinički relaps u toku prethodne godine i koje su imale Kurtckeovu EDSS vrednost između 0 i 5. U tim ispitivanjima za natalizumab je pokazano da redukuje relapse kod individua sa MS za 68% u poređenju sa placebom, margina koja je daleko veća nego kod drugih odobrenih MS terapija. Natalizumab je takođe usporio progresiju onesposobljenosti kod pacijenata sa relapsnom MS. U kombinaciji sa interferonom beta-1a (IB1A), relapsiranje i razvoj invalidnosti su redukovani više nego samo sa IB1A. Dodatna korist upotrebe natalizumaba za pacijente sa relapsnom MS je umanjenje gubitka vida, značajno povećanje proporcije individua be daljih manifestacija bolesti, znatno poboljšanje kvaliteta života kod relapsirajućih individua, redukcija gubitka kognitivnih sposobnosti, redukcija hospitalizacije i upotrebe steroida, i prevencija formiranja novih lezija. Za oko 6% of individua koje su primale natalizumab je nađeno da razvijaju trajna antitela za ovaj lek, što umanjuje njegovu efikasnost i proizvodi reakcije tokom infuzije leka, kao i hipersenzitivnost. Natalizumab je odobren u SADu i Evropskoj uniji. On je indiciran kao monoterapija (ne kombinuje se sa drugim lekovima) za tretman visoko aktivne relapsno remitujuće MS uprkos prethodnih tretmana. Natalizumab daje ograničeno poboljšanje efikasnoti u poređenju sa drugim tretmanima za MS, ali zbog nedostatka informacija o njegovoj dugotrajnoj upotrebi, kao i potencijalno fatalnih ishoda, rezervisanost je izražena u pogledu upotrebe ovog leka izvan opsega komparativnog istraživanja sa postojećim medikacijama.

### Kronova bolest
Nekoliko randomizovanih kontrolisanih ispitivanja su demonstrirala da je natalizumab efektivan u povećanju stope remisije i održavanja bez-simptomskog stanja kod pacijenata sa Kronovom bolesti. Natalizumab je možda podesan za pacijente koji nisu reagovali na medikacije koje blokiraju TNF-alfa kao što je infliksimab. Postoje podaci koji podržavaju ideju da kombinovani tretman Kronove bolesti sa natalizumabom i infliksimabom može biti koristan u induciranju remisije. Tretman adolescentnih pacijenata sa natalizumabom je demonstrirao efektivnost sličnu onoj što je zapažena kod odraslih pacijenata.
Januara 2008, FDA je odobrila natalizumab za indukcije remisije i održavanja remisije za umereno do jake Kronove bolesti. Ovaj lek nije odobren za ovakvu upotrebu u Evropskoj uniji zbog zabrinutosti da rizik/korist odnos nije dovoljno povoljan.

## Nepoželjni efekti
Uobičajeni nepoželjni efekti obuhvataju iscrpljenost i alergijske reakcije sa niskim rizikom od anafilaksije, glavobolju, mučninu, prehladu i pogoršanje Kronove bolesti kod malog dela pacijenata. Adolescenti oboleli od Krovom bolesti doživljavaju glavobolje, groznicu i pogoršanje bolesti. Natalizumab je kontraindiciran za ljude sa poznatom hipersenzitivnošću na lek ili njegove komponente, i kod pacijenata sa PML istorijom.
Post-prodajni nadzor je 2008. je pokazao da 0.1% pacijenata koji koriste natalizumab doživljavaju klinički značajna oštećenja jetre, što je navelo FDA, EMEA i proizvođače da preporuče da se upotreba leka obustavi kod pacijenata sa žuticom ili drugom evidencijom značajnog oštećenja jetre. Ova stopa uporediva sa drugim imunosupresivnim lekovima. Evidencija hepatotoksičnosti u obliku povećanih nivoa bilirubina i transaminaze u krvi se može javiti već nakon šest dana nakon inicijalne doze; reakcije su nepredvidive i mogu se javiti čak i ako pacijent ne reaguje na prethodni tretman.
Natalizumab je takođe bio povezan sa melanomom, mada ova asocijacija nije jasna. Dugoročni efekti leka su nepoznati i bila je izražena zabrinutost u vezi rizika od infekcije i raka.
Progresivna multifokalna leukoencefalopatija, jedna oportunistička infekcija uzrokovana JC virusom, koja se tipično javlja kod pacijenata koji su imuno-kompromitovani, se razvila kod sedam pacijenata koji su koristili natalizumab; tri slučaja su primećena u kliničkim ispitivanjima 2006 što je dovelo do privremenog povlačenja leka sa tržišta; dva slučaja su prijavljene FDAu avgusta 2008; i dva slučaja su objavljena decembra 2008. Nedavna preliminarna studija sugestira da pacijenti koji koriste ovaj lek duže od 12 meseci imaju jedanaest puta veći PML rizik.

## Mehanizam akcije
Natalizumab je humanizovano monoklonalno antitelo protiv alfa-4 (α4) integrina. Ovo je prvi lek u klasi selektivnih inhibitora adhezionih molekula. Integrin α4 je neophodan za omugućavanje ulaza belih krvnih zrnaca u organe. Mehanizam akcije natalizumaba se veruje da je inhibicija prelaska tih imunih ćelija iz krvnih sudova.

### Multipla skleroza
Simptom-uzrokujuće lezije multiple skleroze se veruje da nastaju kad inflamatorne ćelije kao što su T-limfociti prođu kroz krvno-moždanu barijeru putem interakcije sa receptorima na endotelnim ćelijama. Natalizumab izgleda da umanjuje prenos imunih ćelija u centralni nervni sistem putem interakcije sa α4β1-integrin receptor molekulima na ćelijskoj površini. Ovaj efekat izgleda da se javlja na endotelnim ćelijama koje izražavaju VCAM-1 gen, i parenhimal ćelijama koje izražavaju osteopontin gen. Kod životinja koje se koriste u MS modelima, ponovljeno doziranje natalizumaba je reduciralo migraciju leukocita u moždane parenhime, i došlo je do umanjenja lezija, mada je neizvesno da li je to klinički značajno kod ljudi.
Individue obelele od [[multipla skleroza|multiple sklerozeđđ koje su dozirane sa natalizumabom su demonstrirale povećanje broja CD34-izražavajućih ćelija, sa pikom ekspresije nakon 72 sata.

### Kronova bolest
Interakcija α4β7 integrina i adresin (isto poznatih kao MADCAM1) endotelnih ćelijskih receptora se veruje da doprinosi hroničnoj inflamaciji creva koja uzrokuje Kronovu bolest. Adresin je prvenstveno izražen u endotelnim venulama u tankim crevima i on je kritičan u vođenju T-limfocita i limfatičnim tkivima. Mesta aktivne inflamacije creva kod obolelih od Kronove bolesti imaju povišeno izražavanje adresina, što sugeriše da možda postoji veza između inflamacije i ovoj receptora. Natalizumab može da blokira interakciju između α4β7 integrina i adresina na mestima inflamacije. Životinjski modeli su utvrdili povišene nivoe VCAM-1 ekspresije kod miševa sa iritabilnim crevnim sindromom (IBS) i VCAM-1 gen može isto tako da igra ulogu u Kronovoj bolesti mada njegova uloga još uvek nije razjašnjena.

## Literatura
1. ↑  „European Medicines Agency, Press Office, Committee for Medicinal Products for Human Use” (PDF). Архивирано из оригинала (PDF) 27. 12. 2009. г. Приступљено 22. 10. 2009.
2. ↑  „REUTERS EU agency reports 24th case of Tysabri infection”.
3. ↑  Clarke, Toni with Steve Orlofsky and Lisa Von Ahn (29. 6. 2009). „Biogen reports 10th case of PML brain infection”. Reuters.
4. ↑  „MS Drug Tysabri Tied to Brain Infection. WebMD.com August 1, 2008.”.
5. ↑  „Biogen Idec testing Tysabri as a cancer treatment”. 5. 9. 2008. Приступљено 5. 9. 2008.
6. ↑  „Tysabri safety falls under EMEA scrutiny”. Архивирано из оригинала 03. 03. 2016. г. Приступљено 26. 06. 2010.
7. ↑  „Press release - European Medicines Agency: Committee for Medicinal Products for Human Use 24-27 April 2006” (PDF). European Medicines Agency. 28. 4. 2006. Архивирано из оригинала (PDF) 10. 7. 2007. г. Приступљено 2. 4. 2008.
8. 1 2 3  Polman CH, O'Connor PW, Havrdova E,  . (2006). „A randomized, placebo-controlled trial of natalizumab for relapsing forms of multiple sclerosis”. N. Engl. J. Med. 354 (9): 899—910. PMID 16510744. doi:10.1056/NEJMoa044397.
9. ↑  „TYSABRI:  ANNEX I – SUMMARY OF PRODUCT CHARACTERISTICS” (PDF). European Medicines Agency. Архивирано из оригинала (PDF) 20. 8. 2007. г. Приступљено 9. 3. 2008.
10. 1 2 3 4 5  „Natalizumab: new drug. Multiple sclerosis: risky market approval”. Prescrire Int. 17 (93): 7—10. 2008. PMID 18354844.
11. ↑  Balcer LJ, Galetta SL, Calabresi PA,  . (2007). „Natalizumab reduces visual loss in patients with relapsing multiple sclerosis”. Neurology. 68 (16): 1299—304. PMID 17438220. doi:10.1212/01.wnl.0000259521.14704.a8.
12. ↑  Galetta, S;  . (18. 4. 2008). „Natalizumab Increases the Proportion of Patients Free of Clinical or MRI Disease Activity in Relapsing Multiple Sclerosis”. unpublished/unpresented conference poster. Архивирано из оригинала 21. 03. 2008. г. Приступљено 11. 3. 2008.; industry publication - „New TYSABRI Data to Be Presented at the European Committee for Treatment and Research in Multiple Sclerosis”. Élan. 11. 10. 2007. Архивирано из оригинала 29. 10. 2007. г. Приступљено 9. 3. 2008.
13. ↑  Rudick RA, Miller DM (2008). „Health-related quality of life in multiple sclerosis : current evidence, measurement and effects of disease severity and treatment”. CNS drugs. 22 (10): 827—39. PMID 18788835. doi:10.2165/00023210-200822100-00004.
14. ↑  Rudick RA, Miller D, Hass S,  . (2007). „Health-related quality of life in multiple sclerosis: effects of natalizumab”. Ann. Neurol. 62 (4): 335—46. PMID 17696126. doi:10.1002/ana.21163.
15. ↑  „New Data on Natalizumab Demonstrate Significant Improvement in Cognitive Function in Patients With Multiple Sclerosis”. Doctor's Guide. 28. 9. 2006. Архивирано из оригинала 11. 2. 2008. г. Приступљено 9. 3. 2008.
16. ↑  „New Pharmacoeconomic Data On TYSABRI Demonstrate Significant Reduction In Steroid Use And Hospitalizations In Patients With Multiple Sclerosis”. webwire. 6. 10. 2006. Приступљено 9. 3. 2008.
17. ↑  Miller DH, Soon D, Fernando KT,  . (2007). „MRI outcomes in a placebo-controlled trial of natalizumab in relapsing MS”. Neurology. 68 (17): 1390—401. PMID 17452584. doi:10.1212/01.wnl.0000260064.77700.fd.
18. ↑  Hutchinson, M. (2007). „Natalizumab: A new treatment for relapsing remitting multiple sclerosis”. Ther Clin Risk Manag. 3 (2): 259—268. PMC 1936307 . PMID 18360634. doi:10.2147/tcrm.2007.3.2.259. Приступљено 22. 4. 2008.[мртва веза]
19. ↑  Calabresi PA, Giovannoni G, Confavreux C,  . (2007). „The incidence and significance of anti-natalizumab antibodies: results from AFFIRM and SENTINEL”. Neurology. 69 (14): 1391—403. PMID 17761550. doi:10.1212/01.wnl.0000277457.17420.b5.
20. ↑  „Annex:  Conditions or restrictions with regard to the safe and effective use of the medicinal product to be implemented by the member states” (PDF). European Medicines Agency. Архивирано из оригинала (PDF) 20. 8. 2007. г. Приступљено 9. 3. 2008.
21. ↑  Ghosh S, Goldin E, Gordon F, Malchow H, Rask-Madsen J, Rutgeerts P, Vyhnálek P, Zádorová Z, Palmer T, Donoghue S (2003). „Natalizumab for active Crohn's disease”. N. Engl. J. Med. 348 (1): 24—32. PMID 12510039. doi:10.1056/NEJMoa020732.
22. ↑  Feagan BG, Sandborn WJ, Hass S, Niecko T, White J (2007). „Health-related quality of life during natalizumab maintenance therapy for Crohn's disease”. Am. J. Gastroenterol. 102 (12): 2737—46. PMID 18042106. doi:10.1111/j.1572-0241.2007.01508.x.
23. ↑  Michetti, P.; Mottet C; Juillerat P;  . (2007). „Severe and steroid-resistant Crohn's disease”. Digestion. 76 (2): 99—108. PMID 18239400. doi:10.1159/000111023.
24. 1 2  Sands, B. E.; Kozarek R; Spainhour J;  . (2007). „Safety and tolerability of concurrent natalizumab treatment for patients with Crohn's disease not in remission while receiving infliximab”. Inflamm. Bowel Dis. 13 (1): 2—11. PMID 17206633. doi:10.1002/ibd.20014.
25. 1 2  Hyams, J. S.; Wilson DC; Thomas A;  . (2007). „Natalizumab therapy for moderate to severe Crohn disease in adolescents”. J. Pediatr. Gastroenterol. Nutr. 44 (2): 185—91. PMID 17255829. doi:10.1097/01.mpg.0000252191.05170.e7.
26. ↑  „FDA Approves Tysabri to Treat Moderate-to-Severe Crohn's Disease”. Food and Drug Administration. 14. 1. 2008. Приступљено 9. 3. 2008.
27. ↑  „Refusal CHMP assessment report for natalizumab” (PDF). European Medicines Agency. 15. 11. 2007. Приступљено 2. 4. 2008.[мртва веза] lay-summary Архивирано на веб-сајту  (18. јул 2009)
28. ↑  Horga A, Horga de la Parte JF (2007). „[Natalizumab in the treatment of multiple sclerosis]”. Rev Neurol (на језику: Spanish; Castilian). 45 (5): 293—303. PMID 17876741.
29. ↑  „FDA MedWatch - 2008 Safety Information Alerts”. Food and Drug Administration. 28. 2. 2008. Приступљено 5. 4. 2008.
30. ↑  „EMEA concludes new advice to doctors and patients for Tysabri (natalizumab) needed” (PDF) (на језику: енглески). European Medicines Agency. 20. 3. 2008. Архивирано из оригинала (PDF) 18. 7. 2009. г. Приступљено 5. 4. 2008.
31. ↑  „Questions and answers on Tysabri and liver injury” (PDF). European Medicines Agency. 20. 3. 2008. Приступљено 14. 4. 2008.[мртва веза]; lay-summary Архивирано на веб-сајту  (11. јун 2008), second summary
32. ↑  Kenneth Gross, M.D. (3. 3. 2008). „Multiple Sclerosis - Natalizumab (Tysabri) Can Rarely Cause Liver Problems”. Приступљено 5. 4. 2008.
33. ↑  Panzara, M; Francis V (1. 2. 2008). „Important safety information:  Dear Healthcare Practitioner letter” (PDF). Biogen Idec and Élan. Приступљено 11. 4. 2008.; lay summary Архивирано на веб-сајту  (11. јун 2008)
34. ↑  Mullen JT, Vartanian TK, Atkins MB (2008). „Melanoma complicating treatment with natalizumab for multiple sclerosis”. N. Engl. J. Med. 358 (6): 647—8. PMID 18256405. doi:10.1056/NEJMc0706103.
35. ↑  van Bronswijk H, Dubois EA, van Gerven JM, Cohen AF (2008). „[New drugs; natalizumab]”. Ned Tijdschr Geneeskd (на језику: Dutch; Flemish). 152 (9): 499—500. PMID 18389881.
36. 1 2  Greene, Robert T. (15. 12. 2008). „Biogen, Elan Report Brain Illness in Tysabri Patient” (на језику: енглески). Bloomberg.com. Приступљено 21. 12. 2008.
37. ↑  G, Van Assche; M, Van Ranst; Sciot R;  . (2005). „Progressive multifocal leukoencephalopathy after natalizumab therapy for Crohn's disease”. N. Engl. J. Med. 353 (4): 362—8. PMID 15947080. doi:10.1056/NEJMoa051586.
38. ↑  U.S. Food and Drug Administration (2008). „Natalizumab Injection for Intraveneous [''sic''] Use (marketed as Tysabri)”. Приступљено 22. 12. 2008.
39. ↑  Chen, Y.;  . (2009). „Asymptomatic reactivation of JC virus in patients treated with natalizumab”. N Engl J Med. 361: 1067.
40. ↑  Rice GP, Hartung HP, Calabresi PA (2005). „Anti-alpha4 integrin therapy for multiple sclerosis: mechanisms and rationale”. Neurology. 64 (8): 1336—42. PMID 15851719. doi:10.1212/01.WNL.0000158329.30470.D0.
41. 1 2  „Final TYSABRI PI” (PDF). Архивирано из оригинала (PDF) 22. 8. 2007. г. Приступљено 13. 3. 2008.
42. ↑  Zohren F, Toutzaris D, Klarner V, Hartung HP, Kieseier B, Haas R (2008). „The monoclonal anti-VLA4 antibody natalizumab mobilizes CD34+ hematopoietic progenitor cells in humans”. Blood. 111 (7): 3893. PMID 18235044. doi:10.1182/blood-2007-10-120329.

## Spoljašnje veze
- Tysabri Natalizumab
- Elanov Tysabri informacioni center Архивирано на веб-сајту  (29. јун 2009)
- Biogenov Tysabri informacioni center

|  | Molimo Vas, obratite pažnju na važno upozorenje u vezi sa temama iz oblasti medicine (zdravlja). |